# Cantinelas a mi noentender
Cantinelas a mi noentender es una película musical de dibujos animados realizada en 2011 por Tito Esponja, el autónomo tecnócrata de la informática. Una ópera contraproducente que cuenta la historia del viaje del Pez y la Babosa atravesando varios mundos, sus personajes y situaciones.
Fue distribuida en las ciudades de Neuquén, Córdoba y Rosario durante el año 2012. La versión final remasterizada comenzó a circular a principios de 2013 con los audios y los gráficos mejorados.
En 2017 es reeditada una versión de la misma película al doble de velocidad que se presenta como Cantinelas a mi noentender 2x La traición del tiempo.

## Sinopsis
En el comienzo de la historia el Pez y la Babosa se encuentran subidos a un tren. Ven el funcionamiento del traslado de las masas en el locomotor, gritan su queja contra Tontón, el candidato popular elegido por la moda y deciden bajarse. Al pasar por un basural de teles se convierten en productos digitales y emprenden su viaje por los mundos de las Cantinelas.
El primer mundo que encuentran es el del Carnero, que con su burocracia limítrofe los registra y documenta su paso por el molinete. Canta sus necesidades de confort con su novia la Madreselva y explica la conveniencia de su acuerdo ciudadano con el proyecto nacional.
El segundo mundo al que llegan es el de la Lombriz sin origen, sus perseguidores los Gusanos enanos y la Madreselva, gran bloque de cemento civilizado. Después de coplar su lamento y escapar al monte la Lombriz les cuenta su visión subterránea del progreso y sigue camino. El Pez entonces puede ver en sueños su obediencia automática a las indicaciones del sistema.
En el tercer mundo aparece el Mostro berre, viejo obrero asalariado que ahora se dedica a pedir para vivir. Recuerda su encuentro con la Podrida y el discurso marginal que lo empezó a desconectar, y se burla del desarrollo con su siempre magra recompensa de tranquilidad y entretenimiento.
Al llegar al cuarto mundo Supercubo, un profundo cuadrado de mercancías, les anuncia sus promociones. Los frutos opuestos complementarios, la Naranja empleada vitamínica y la Podrida desocupada, se encaran con sus experiencias de vida. La vendedora canta su amable atención al cliente mientras la rebelde se tira con el Pez al vacío improductivo. Supercubo se despide conquistando los deseos de consumo de la Madreselva y auspiciando el casamiento de ella con los Gusanos.
El quinto mundo los recibe con la oferta laboral del Cabezón y su mantra infinito de salud re-productiva. El pulpo patrón intenta emplear al Pez y desde un alto piso de la Madreselva se desentiende de los riesgos del trabajo al tiempo que giran los engranajes y se suceden las horas.
Por el sexto mundo pasa volando el Pez espada que escapa a la ley de la propiedad por haber agarrado unas cañas de azúcar sin hacer nada a cambio y canta con la Hormiga su desprecio a la conservación del ranchero mientras le sacan algunas cosas. Más tarde la señora Madreselva en su rol de educadora aconseja al Pez, quien no comparte sus cuidados.
Es en el séptimo mundo donde se enfrentan dos fuerzas, la metafísica celestial encarnada en la imagen y semejanza del Señorcito y la muerte concreta del animal malaprendido, un Burro aplastado por la ciudad y sus defensores. Mientras el pastor predica fe en la esperanza el Pez y la Babosa descreen del advenimiento de algo distinto a lo cotidiano.
En este punto de la historia el Pez y la Babosa llegan a un cruce de vías y descubren que todos los caminos conducen a todos. Vuelven a insistir con la misma cantinela de siempre, se despiden de la zona urbanizada y se zambullen en la selva.
El último mundo es tierra de nadie. Bu, un niño reptil, juega a las escondidas con la Hormiga que no cumple su función productiva. El pequeño pre-humano se ve acorralado por el universo mecánico mientras la descarriada se resiste a las estructuras partidarias y los favores institucionales.
Finalmente el Pez, entusiasmado con la vida salvaje sin códigos establecidos, termina su viaje virtual para retornar a la realidad analógica donde es descubierto por Tontón que lo absorbe con su aparato represivo y cierra la transmisión.

## Manifiesto
“Cantinelas a mi noentender es una realización de dibujos animados con cuentos y canciones, que si bien aparenta ser un viaje musical para el entretenimiento infantil se trata en verdad de un panfleto político que presenta y cuestiona distintos roles sociales y sus interrelaciones dentro de las estructuras del aparato estatal, la acumulación de capitales, el sistema de consumo, el derecho a la propiedad, el trabajo asalariado y el progreso democrático. Y aunque resulte atractiva su estética, con personajes coloridos, fondos pintados en témpera, fotografías de los instrumentos y un amplio recorrido por distintos ritmos musicales, su intención es la de generar no una reunión para el pasatiempo audiovisual sino un espacio de debate en torno a las opiniones propuestas y a las inquietudes que se genere entre los televidentes.”
Tito Esponja

## Contenido

### Obertura
- Locomotor (Rock). Pez: Voz y Melódica, Babosa: Guitarra.

### Siete mundos
- Todo lo que tengo (Guajira). Carnero: Voz y Melódica, Madreselva: Voz y Guitarra.

- El carnero (Cuento). Pez, Babosa y Carnero.

- Mi libertad (Tango). Carnero: Voz.[1]

- Cuatro enanos (Baguala). Lombriz: Voz y Tambor.[2]

- La lombriz (Cuento). Lombriz, Pez, Babosa, Madreselva y Gusanos.

- Autopenitente (Rock). Pez: Voz y Guitarra.[3]

- El papelito (Murga). Mostro Berre: Voz y Tambor, Podrida: Segunda voz y Tamboril.

- El mostro Berre (Cuento). Mostro Berre, Pez y Babosa.

- Tema del peón (Rock). Babosa: Voz y Guitarra, Mostro berre: Voz y Melódica.

- Felicitaciones (Rock). Podrida: Voz y Guitarra, Pez: Voz y Melódica.

- Detrás del mostrador (Balada). Naranja: Voz y Guitarra, Supercubo: Voz.

- Las naranjas (Cuento). Pez, Supercubo, Naranja, Babosa y Podrida.

- Dame (Bolero). Supercubo: Voz, Madreselva: Guitarra, Gusanos: Coros.

- Para (Arenga). Cabezón: Voz, Tambor y Tamboril.[4]

- El cabezón (Cuento). Cabezón, Pez y Babosa.

- La escalera (Rock). Cabezón: Voz, Madreselva: Guitarra y Coros.

- Zamba del ranchero (Zamba). Pez espada: Voz, Hormiga: Guitarra.

- El pez espada (Cuento). Pez espada, Pez y Babosa.

- La señora (Cumbia). Pez: Voz y Tamboril, Madreselva: Voz.

- El río (Rock). Pez: Voz y Guitarra, Burro: Voz, Gusanos: Coros.

- Santa fe (Alabanza). Señorcito: Voz y Guitarra.

- El señorcito (Cuento). Señorcito, Pez y Babosa.

- La nueva era (Funk). Pez: Voz y Guitarra, Babosa: Coros.[5]

### Primer final
- Locomotora (Carnavalito). Babosa: Voz y Guitarra, Pez: Sikus.

### Último mundo
- El partido (Zamba). Lombriz: Voz, Hormiga: Guitarra.[6]

- Niño duermete (Blues). Bu: Voz y Guitarra, Burro: Voz.

- La hormiga (Cuento). Hormiga y Bu.

- La hormiga que no está (Rock). Bu: Voz y Guitarra.[7]

- Las cosas del estado (Vals). Hormiga: Voz y Guitarra.[8]

### Epílogo
- Muevete (Reguetón). Pez: Voz, Tambor y Tamboril.[9]

## Extras
En la versión DVD se incluyen dos cantinelas extras aparte de la película.
- El mono (Reggae). Pez: Voz y Guitarra.[10]

- Tema do peão (Chamamé). Mostro berre: Voz y Guitarra.[11]

## Técnica
La estructura visual de la película está conformada por un collage de varias capas.
Los fondos: Cada uno de los mundos de las cantinelas está representado por una pintura en témpera. En los cuentos se ve la imagen en toda su dimensión y en las canciones aparecen distintos acercamientos que enmarcan la situación y en ocasiones definen el espacio.
Los personajes: Dibujados a mano en un solo trazo que les marca el contorno y un punto como ojo (varios en la Madreselva y los Gusanos) y coloreados digitalmente. No son articulados, ni gesticulan, ni se deforman. Giran sobre su eje, se invierten, escalan su tamaño, se multiplican y también se esconden tras los fondos, los márgenes, los instrumentos o algún otro personaje.
Los instrumentos: Fotografiados, se ven ejecutados por los personajes y por momentos simbolizan distintos objetos o participan del armado escenográfico.
Los subtítulos: Manuscritos, van tomando el color del personaje que canta esa parte de la canción.
Las viñetas: En los cuentos acompañan el decir de los personajes como globos de historieta.
Estas capas están superpuestas en Adobe Photoshop CS3 y la serie de placas resultante montada junto con los audios en una línea de tiempo del Sony Vegas Pro, generando archivos finales en formato WMV y MP4. Para la distribución en DVD el material fue compilado en Nero Vision Xtra 10.
Por su parte los audios de las canciones fueron grabados en sala y las voces de los personajes de los cuentos en procesador y en dispositivo MP4, editados en Cool Edit Pro y para la reedición de la película en 2013 remasterizados en Pro Tools mejorando su calidad.

### Fondos
Pinturas en témpera sobre cartulina.
- Primer mundo: “Servidumbre”

- Segundo mundo: “El monte ajeno”

- Tercer mundo: “Pan y circo”

- Cuarto mundo: “La estructura”

- Quinto mundo: “Petróleo”

- Sexto mundo: “Rancho abierto”

- Séptimo mundo: “Estrella de luz”

- Octavo mundo: “Naturaleza”

### Personajes
En orden de aparición en la película.
- Tele: Un televisor de color blanco.

- Pez: Un pez de color naranja.

- Babosa: Una babosa de color amarillo.

- Carnero: Un carnero de color azul.

- Madreselva: Un edificio de color gris con varios ojos de ventanas.

- Lombriz: Una lombriz de color marrón.

- Gusanos: Una mano de señal de color rojo con un ojo en cada dedo.

- Mostro berre: Una mancha de color verde.

- Podrida: Una naranja de color negro con el ojo de color naranja.

- Naranja: Una naranja de color naranja.

- Supercubo: Un cuadrado de color celeste.

- Cabezón: Un pulpo de color verde.

- Hormiga: Una hormiga de color negro con el ojo de color blanco.

- Pez espada: Un pez espada de color rojo.

- Burro: Un burro de color marrón con varios gusanos de color rojo.

- Señorcito: Un humano de color fucsia.

- Bu: Un reptil de color violeta.

- Tontón: Un círculo de color gris.

### Instrumentos
- Guitarra: Acústica de concierto. (Federica)

- Melódica: De estudio 32 notas. (Irma)

- Tambor: Caño de PVC 160 con parche de cámara de camión tensado con herrajes. (Niño)

- Tamboril: Caño de PVC 110 con parche de cámara de camión tensado con soga. (Pequeño)

- Sikus: Caños de PVC termofusión con tapitas de gaseosa trensados con hilo encerado.